# The Sky Is a Neighborhood
Singles de Foo Fighters
Run
(2017) The Line
(2018)
The Sky Is a Neighborhood est le deuxième single du groupe américain de rock alternatif Foo Fighters issu de l'album Concrete and Gold sorti en 2017.

## Liste des titres
Toutes les chansons sont écrites et composées par Dave Grohl, Taylor Hawkins, Nate Mendel, Chris Shiflett, Pat Smear, Rami Jaffee.
| 1. | The Sky Is a Neighborhood | 4:08 |

## Membres du groupe lors de l'enregistrement de la chanson
- Dave Grohl : chant, guitare
- Chris Shiflett : guitare
- Nate Mendel : basse
- Taylor Hawkins : batterie
- Pat Smear : guitare
- Rami Jaffee : claviers

## Certifications
| Pays                  | Certification | Unités certifiées |
| --------------------- | ------------- | ----------------- |
| Canada (Music Canada) | Or            | 40 000            |
| Royaume-Uni (BPI)     | Argent        | 200 000           |